# Родригеш, Жуан
Жуа́н Фили́пе Гашпа́р Родри́геш (порт. João Filipe Gaspar Rodrigues, род. 2 ноября 1971 года, Санта-Круш, Мадейра, Португалия) — португальский яхтсмен-виндсёрфер, чемпион мира и Европы, участник семи подряд Олимпийских игр (1992—2016). Знаменосец сборной Португалии на церемонии открытия Олимпийских игр 2016 года. Командор португальского ордена Заслуг (2018).

## Общая информация
В 1995 году в Порт-Элизабет выиграл чемпионат мира в классе «Мистраль». В 1996 и 1997 годах Жуан становился чемпионом Европы в классе «Мистраль». В 2008 году во французском Бресте выиграл третье золото чемпиона Европы, на этот раз в классе RS:X.
На Олимпийских играх дебютировал в возрасте 20 лет в Барселоне, где занял 23-е место. Лучшее достижение на Олимпийских играх — шестое место в 2004 году в Афинах.
Участие в семи Олимпийских играх — высшее достижение среди всех португальских спортсменов и среди виндсёрферов. Среди яхтсменов ещё только пять человек принимали участие в семи и более Олимпийских играх: Хуберт Раудашль (9), Пауль Эльвстрём (8), Дарвард Ноулз (8), Роберт Шейдт (7), Сантьяго Ланхе (7).

## Результаты на Олимпийских играх
| Олимпийские игры    | Возраст | Класс         | Место |
| ------------------- | ------- | ------------- | ----- |
| 1992 Барселона      | 20      | Lechner A-390 | 23    |
| 1996 Атланта        | 24      | Мистраль      | 7     |
| 2000 Сидней         | 28      | Мистраль      | 18    |
| 2004 Афины          | 32      | Мистраль      | 6     |
| 2008 Пекин          | 36      | RS:X          | 11    |
| 2012 Лондон         | 40      | RS:X          | 14    |
| 2016 Рио-де-Жанейро | 44      | RS:X          | 11    |